# Prochilodus reticulatus
Prochilodus reticulatus is een straalvinnige vis uit de familie van de nachtzalmen (Prochilodontidae). De wetenschappelijke naam van de soort werd in 1850 gepubliceerd door Achille Valenciennes.

## Synoniemen
- Prochilodus asper Lütken, 1875[2]